# Parafia św. Jana Chrzciciela w Panigrodzu
Parafia św. Jana Chrzciciela w Panigrodzu – rzymskokatolicka parafia w dekanacie Kcynia diecezji bydgoskiej. Została utworzona w 1200 r.
Na obszarze parafii leżą miejscowości: Karolinowo, Lęgniszewo, Miaskowo, Oleszno, Panigródz, Rozpętek oraz Stołężyn.